# Bioscopi

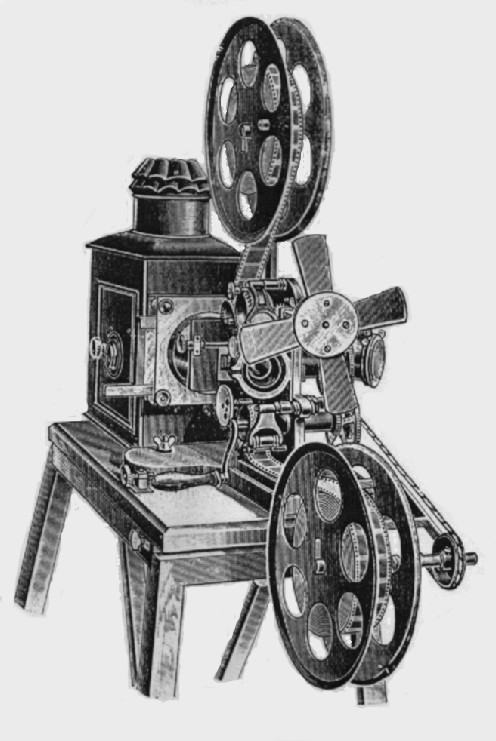
Bioscope de l'any 1900

El bioscopi, també conegut com Bioscope i Bioskop, és un aparell òptic utilitzat per a reproduir i projectar imatges en moviment (acoblat a una llanterna màgica). Va ser inventat per Max Skladanowsky a qui s'atribueix la invenció del cine, atès que va fer la primera projecció abans que els germans Lumière el 1895.

## Bioscope
El Bioscope de Jules Duboscq (1850) o  stéréofantascope , consistia en dos tambors que giraven de forma sincrònica amb els objectius d'un estereoscopi per tal de reconstruir ambdós: el relleu i el moviment. Aquest sistema podia animar fotografies, però no podia fer-les.
El Bioscope de Georges Demeny (1895), era la competència del cinematògraf dels germans Lumière, anava acoblat amb un biographe. El "biògraf" feia el paper de gravadora d'imatges, i el Bioscope (derivat de la càmera cronomatográfica d'Etienne-Jules Marey) servia per reproduir-les. Les imatges, preses sobre pel·lícula pel "biògraf", es tallaven i s'enganxaven en anell sobre un disc de vidre. El disc es col·locava en el Bioscope i es feia girar amb una maneta. Aquests discos podien ser adaptats a una llanterna màgica.

## Bioskop
El Bioskop de l'alemany Max Skladanowsky (1895) utilitzava dues pel·lícules de quaranta-vuit imatges cadascuna, per un període de projecció que no excedia els deu segons. Skladanowsky es va proclamar a si mateix l'inventor de les primeres imatges en moviment projectades en una pantalla, i el nom de Bioskop ha estat utilitzat com a definició de cinema (incloent les sales de projecció) als països de parla alemanya.

### Primera projecció
Les exhibicions del bioscopi ocupaven quinze minuts de la programació del "Wintergarten" berlinès, on es dugueren a terme. Constaven de nou vilms de menys d'un minut de duració, cadascun dels quals es repetí diverses vegades, acompanyats de la música original de Hermann Krüger. Els títols de les pel·lícules es projectaren per separat, mitjançant una llanterna màgica. Skladanowsky s'assegurà que la pantalla fos humitejada per tal d'incrementar-ne la brillantor. L'espectacle, que es prolongà durant quatre setmanes, s'efectuà cada dia i en gaudiren mil cinc-cents espectadors que, igual que la premsa, quedaren captivats per l'invent. Un redactor de l'Staatsbürger Zeitung va escriure el 5 de novembre de 1895: "Al final de la funció sorgí un feix de llum de la petita plataforma elevada on reposava el bioscopi. L'ingeniós tècnic que l'operava emprà la idolatrada fotografia instanània i la mostrà amplificada, però no estàtica, sinó animada".